# Gul klotkaktus
Gul klotkaktus (Gymnocalycium andreae) är en art i klotkaktussläktet och familjen kaktusväxter som har sin naturliga utbredning i den argentinska provinsen Córdoba. Den är tuvbildande. Stammen är vanligtvis klotformad, har mörkt blå- eller svartgrön hud och blir upp till 4,5 centimeter i diameter.
Det vetenskapliga namnet andreae fick arten av Friedrich Bödeker för att hedra Wilhelm Andreae, en kaktussamlare och medlem i tyska kaktussällskapet.

## Synonym
Echinocactus andreae Boed. 1930